# ثوب النشل
ثوب النشل لباس نسائي عربي خليجي قديم، اشتهر في منطقة الخليج العربي، خاصة في الساحل الشرقي لشبه الجزيرة العربية وامتدادها في نجد. يتصف ثوب النشل بالاتساع حيث كانت ترتديه النساء في المناسبات الكبيرة كالأعياد وحفلات الزواج، ويصنع عادةً من أقمشة حريرية سادة مثل «أبولميرة» و«المزداية» و«الثلايج» وغيرها من الأقمشة التي تزدان بالألوان الزاهية، كالأحمر والأزرق والبنفسجي والأخضر، ولكن اللون الأسود يتميز بجاذبيته عن سائر الألوان الأخرى وهو المفضل لدى الكثير من النساء. ويطرّز ثوب النشل عادة بنقوش ذهبية متنوعة تزيد من بريقه، حيث يصنع بشكل يدوي من قبل النساء والحرفيين من أهل قرى المنطقة باستخدام الإبرة والخيط بعد شراء الأقمشة الخاصة به من الأسواق الشعبية التي كان تجارها يجلبون هذه الأقمشة من البحرين والهند.
كان ثوب النشل يباع بأسعار مرتفعة جدًا في ذلك الوقت، بعد أن عزفت النسوة عن صنعه لاستغراقه وقتًا طويلًا للانتهاء من خياطته.

## الزي المرافق
اعتادت النساء على لبس ما يسمى بـ«الدرّاعة» تحت ثوب النشل، خاصة إذا كان شفافا، والدراعة ثوب طويل ذو أكمام طويلة يتدلى إلى الأرض، وقد يكون ثوب النشل مفتوحًا من جانبيه في أطرافه السفلى، كما يتميز بإمكانية ارتدائه بمفرده دون رداء خارجي، وحينها يتم تطريز أطرافه وما حول الرقبة، ويصنع من أنواع مختلفة من الأقمشة السادة أو الملونة كالحرير والقطن والصوف والكتان.
ومن القطع التي تلبس تحت الدراعة وثوب النشل «السروال» الذي تفنّن وبرع أهل الخليج في نقشه وزخرفته، وكان استعماله مشتقا من نفس السروال الذي انتشر استعماله في الهند وإيران، ويكون السروال عريضًا من الأعلى، ويجمع عند الخصر، ثم يشد بواسطة حبل من الحرير المجدول يسمّى «تـّكة»، وعادة ما يصنع السروال من لونين من القماش من نفس قماش الدراعة أو ثوب النشل، ويكون القطن للقسم العلوي منه والحرير للقسم السفلي الذي يصل إلى الكاحل، حيث تطرّز حاشيته السفلى، ثم تسدّ فتحة القدم بأزرار تصنع خصيصًأ له، وحتى يتـّضح تطريز «السروال» السفلي تصنع الدراعة بحيث لا تكون طويلة كثيرا أو تكون طويلة ولكن مع فتحة على الجانبين.

## تصاميم مختلفة
وجرت العادة قديمًا أن تلبس النساء المتزوجات فقط ثوب النشل، أما الفتيات غير المتزوجات والصغيرات فيلبسن ما يسمّى بـ«البُخْنَق» وهو غطاء أسود للرأس يتكون من قطعة قماش من الحرير الأسود الشفّاف من الشيفون أو الجورجيت أو التل، وتلتقي إحدى زاويتيها بالأخرى وتخاط حتى لا تبقى إلا فتحة صغيرة بمقدار الوجه وتطرّز بخيوط الحرير وأسلاك الذهب أو الفضة من الأمام وحول الرأس.
ولا يزال ثوب النشل يلقى رواجًا واسعًا عند نساء المنطقة الشرقية، وأصبحت معظم محلات بيع الجلابيات وأشهرها لا تخلو من قطع ثياب النشل التي أدخلت عليها بعض التعديلات في الألوان والنقوش بما يتناسب مع خيوط الموضة الحديثة، وما زالت النساء الكبيرات في المنطقة الشرقية يرتدينه في حفلات الأعراس والأعياد، كما أن الإقبال زاد على ارتدائه من قبل الفتيات اللائي لم يكنّ يرتدينه قديمًا وخاصة في الحفلات التراثية التي يتم إحياؤها بين الفينة والأخرى في المنطقة.
وتحرص الفتيات على ارتداء ثوب «النشل» في يوم «النافلة» وهو ليلة الخامس عشر من شعبان حيث تجتمع النساء والفتيات في أحد البيوت بعد إعداد أطباق مختلفة من الأكلات الرمضانية التي اشتهرت بها المنطقة، كما يلبسنه في ليلة رمضان حيث تضع النساء والفتيات الحنـّاء بطريقة «الطباق» احتفالًأ بقدوم رمضان، كما يرتدينه في حفلات القرقيعان التي تقام في الخامس عشر من رمضان، بالإضافة إلى يوم (الحنّاء) وهو اليوم الذي يسبق يوم العرس، ولا تزال العروس حتى الآن في معظم قرى ومدن منطقة الأحساء ترتدي ثوب النشل الأخضر، كما تلبسه الفتيات المدعوات بألوانه المختلفة للمشاركة في إحياء مثل هذه المناسبات الكبيرة.